# Kiva
Kiva Microfunds (Kiva, Kiva.org) — американская некоммерческая организация, предоставляющая возможность выдавать беспроцентные займы непосредственно от заимодавцев заёмщикам; своей миссией считает борьбу с бедностью путём предоставления возможности предпринимателям получать средств на реализацию идей, становясь финансово независимыми[страница не указана 1275 дней][страница не указана 1275 дней]; мировой лидер в своей области.
Образована в октябре 2005 года Меттом Фланнери (англ. Matt Flannery) и его бывшей женой Джессикой Джекели (англ. Jessica Jackley)[страница не указана 1275 дней], частными лицами.
Большую роль в рождении и развитии идеи оказал пример главы Grameen Bank Мухаммада Юнуса[страница не указана 1275 дней].
Президент Kiva — Премал Шах (англ. Premal Shah), директор — Метт Фланнери (англ. Matt Flannery)[страница не указана 1275 дней].
Штаб-квартира расположена в Сан-Франциско, Калифорния, США.

## Деятельность

### Обзор
Через систему Kiva.org любой нуждающийся может запросить, а любой другой выдать беспроцентный заём размером от 25 долларов США.
Максимальный размер займа на каждый проект может составить 50 000 долларов США.
Риски невозврата полностью лежат на кредиторах.
Перечисление средств производится через систему PayPal.

### Партнёрская схема
Непосредственную работу с заёмщиками по традиционной схеме Kiva ведут региональные организации-партнёры, которые находят нуждающихся в микрофинансировании, оформляют и публикуют их заявки.
Кредиторы самостоятельно просматривают заявки соискателей и выдают средства, которые организация-партнёр направляет заёмщику и производит обратные операции при возврате займа.
Организации-партнёры берут комиссию за свои услуги, доходящие до 40 % в некоторых странах.
Сама Kiva не взимает процентов с переводов и существует за счёт пожертвований (добровольных перечислений от пользователей, корпоративных доноров, грантов и других форм поддержки).
Kiva проводит отбор региональных партнёров и каждые 12-18 месяцев проводит повторный их аудит, в том числе и путём опросов 10 заёмщиков за этот период.
Региональными партнёрами Kiva могут стать микрофинансовые институты, кредитные союзы, любые организации социальной направленности, если у них есть кредитная программа.
На сайте представлен рейтинг партнёров[страница не указана 1275 дней].

### Kiva Zip
По программе Kiva Zip, которая распространяется на США и Кению, заимодавец может выдать средства через мобильное приложение или сайт непосредственно заёмщику.

## Показатели
На 2010 год Kiva способствовала выдаче займов на 178 млн долларов США при средней сумме одного займа в 380 долларов США. Кредиторами стали 512 тыс. человек из 209 стран мира, выдав займы 468 тыс. человек[страница не указана 1275 дней].
На 2014 год в проекте приняли участие более миллиона человек из 79 стран мира выдав займов на 600 млн долларов.
Процент возврата по займам на тот момент составлял 98 %. По данным системы на 2014 году женщины в полтора раза чаще обращаются за кредитом.
По данным самой компании на 2015 год выдано кредитов на более чем 709 млн рублей в 86 странах.

## Kiva Labs
Kiva Labs — программа партнёрских соглашений с новыми благотворительными и социальными организациями, разрабатывающими инновационные решения на благо общества в целом.
Посредством краудфандинга планируется привлечь средства на реализацию важнейших проектов в сфере сельского хозяйства, мобильной информации, зелёной энергии и трансформационных технологий.
Средства на запуск Kiva Labs в размере 3 млн долларов США были получены от компании Google, наградившей Kiva в 2013 году премией Global Impact Award, вручаемой предпринимателям, «мыслящим в мировом масштабе и способным замахнуться на невозможное».